# Back to the Egg
Back to the Egg — останній студійний альбом британського гурту Wings, виданий у 1979 році. Це також перший альбом лідера гурту, Пола Маккартні, випущений на американському лейблі Columbia Records, після розірвання контракту з Capitol Records у 1978.

## Історія створення
Після того, як гітарист Джиммі Маккала й ударнік Джо Інгліш залишили гурт під час запису попередньої платівки, London Town, Маккартні запросив нових учасників — Лоренса Джубера й Стіва Холлі, молодих і нікому не відомих музикантів, а також продюсера Кріса Томаса. У новому складі гурт розпочав нові сесії звукозапису. 
З кінця липня 1978 «Вінгз» працювали в домашній студії Маккартні на його фермі в Шотландії, і записали композиції «To You», «Old Siam, Sir», «Spin It On», «Arrow Through Me», «Winter Rose», «Again And Again And Again», альтернативну версію «Love Awake» і кілька інших пісень, що не були видані. У вересні музиканти перебралися в іншу студію у Кенті, де були записані пісні «The Broadcast», «We're Open Tonight», «Reception», «Love Awake», «After The Ball» і «Million Miles». У жовтні вони провели сесію звукозапису в студії «Еббі Роуд» в Лондоні. Для запису пісень «Rockestra Theme» i «So Glad To See You Here» Маккартні зібрав супергурт Rockestra, у який увійшли знамениті музиканти: Генк Марвін із The Shadows, Піт Тауншенд із The Who, Девід Гілмор із Pink Floyd, Джон Пол Джонс і Джон Бонам із Led Zeppelin. Наприкінці 1979 «Вінгз» провели концертний тур по Великій Британії.
Під час створення нового матеріалу гурт у березні 1979 видав сингл із танцювальною піснею «Goodnight Tonight» (з «Daytime Nighttime Suffering» на другій стороні.) Композиція потрапила у топ-5 світових хіт-парадів і підготувала сприятливий ґрунт для випуску нового диска. Назва, придумана для майбутнього альбому — «Back to the Egg», що може інтерпретуватися як «Назад у яйце» й «назад до початкової стадії» — свідчила про прагнення Маккартні повернутися до своїх джерел. Музиканти вважали, що платівка ознаменує початок нової ери їхньої творчості і аж ніяк не сподівались, що вона стане їхньою лебединою піснею.
Однак після випуску новий диск розчарував критиків — на їхню думку робота свідчила про творчу кризу Маккартні. Досягши шостого місця у Великій Британії й восьмого в США, альбом швидко зник із чартів, хоча й став платиновим. Композиція «Old Siam, Sir» із цього диска зайняла в британському хіт параді лише 35-е місце. «Arrow Through Me» і «Getting Closer» також не стали хітами. Хоча серед фанатів Маккартні є чимало шанувальників цього альбому, загалом він уважається однією з найменш популярних робіт музиканта.
Зірвані концерти в Японії через арешт Маккартні в токійському аеропорті на початку 1980 року і його відмова від гастрольних поїздок після вбивства Джона Леннона стали причиною конфлікту між музикантами. Маккартні зачинився на своїй шотландській фермі й самостійно записав сольний альбом McCartney II. Хоча надалі ансамбль тимчасово возз'єднувався, стало очевидно, що Лейн і Маккартні були більш зацікавлені самостійною музичною кар'єрою, і в 1981 «Вінгз» назавжди розпались.
У 1993 Back to the Egg був перевиданий на CD як частина серії The Paul McCartney Collection. На диску було кілька додаткових пісень: «Daytime Nighttime Suffering» (із сингла «Goodnight Tonight»), «Wonderful Christmastime» і «Rudolph The Red-Nosed Reggae».
У 2007 Back to the Egg вийшов на iTunes з додатковою доріжкою — 7-хвилинним реміксом «Goodnight Tonight».

## Список композицій
Усі пісні написано Полом Маккартні, крім спеціально позначених.
1. «Reception» — 1:08
2. «Getting Closer» — 3:22
3. «We're Open Tonight» — 1:28
4. «Spin It On» — 2:12
5. «Again And Again And Again» (Денні Лейн) — 3:34
6. «Old Siam, Sir» — 4:11
7. «Arrow Through Me» — 3:37
8. «Rockestra Theme» — 2:35
9. «To You» — 3:12
10. «After The Ball / Million Miles» — 4:00
11. «Winter Rose / Love Awake» — 4:58
12. «The Broadcast» — 1:30
13. «So Glad To See You Here» — 3:20
14. «Baby's Request» — 2:49

### Додаткові композиції
Бонус-треки з перевидання 1993 року.
1. «Daytime Nighttime Suffering» — 3:23
2. «Wonderful Christmas Time» — 3:49
  - Уперше видано як сольний сингл Пола Маккартні.
3. «Rudolph the Red-Nosed Reggae» — 1:48

## Учасники запису
- Пол Маккартні — вокал, бас-гітара, гітара, фортепіано, клавішні
- Лінда Маккартні — клавішні, перкусія, ударні (на «Old Siam, Sir»), синтезатор «Муг», вокал
- Денні Лейн — гітара, бас-гітара (на «Old Siam, Sir»), клавішні, флейта, вокал
- Лоренс Джубер — соло-гітара, вокал
- Стів Холлі — ударні, клавішні (на «Old Siam, Sir»), вокал